# Pilot (Modern Family)
Pilot é o episódio de estréia da série Modern Family. O episódio é o primeiro episódio da primeira temporada que estreou em setembro de 2009. O episódio foi exibido originalmente pela ABC no dia 23 de Setembro de 2009 nos EUA.

## Sinopse
Neste episódio de estréia somos apresentados às três famílias:  Phil e Claire Dunphy e seus três filhos Haley, Alex e Luke. Jay Pritchett, sua esposa mais nova Gloria Delgado-Pritchett e seu filho de outro relacionamento: Manny. Mitchell Pritchett e Cameron Tucker, um casal gay, que mora juntos a 5 anos e que acabaram de adotar uma bebê Vietnamita chamada Lily.
Neste episódio Jay tem que superar a crise de que é mais velho do que Glória e todos sempre o confudem com o pai dela. Claire e Phil tem que estar sempre atento aos três filhos. Cameron e Mitchell pretendem apresentar a mais nova membro da família e tem que superar o medo da rejeição.

## Críticas
O show foi visto ao vivo por 12,61 milhões de telespectadores, colocando-o como o programa mais visto da noite e da série. Ele também adquiriu uma classificação de 4.2/11 na faixa etária de 18-49. O episódio piloto recebeu aclamação universal, com alguns críticos destacando-a como uma das melhores comédias novas de 2009. Robert Canning da IGN deu o episódio um 8,8 dizendo que era "grande" e "O episódio de estréia faz um trabalho fantástico de introduzir-nos a estas unidades familiares, e era divertido ver como eles seriam ligados uns aos outros". Mary McNamara do Los Angeles Times comentou: "Só quando estávamos pensando que não poderia ser feito, Modern Family da ABC, sozinha, trouxe a comédia familiar de volta dos mortos... Modern Family é nítida, oportuna e fresca, complicada o suficiente para ser interessante, mas com um centro macio e doce".
A casa do Jay e da Gloria é diferente no 1º episódio 